# Erromyzon sinensis
Erromyzon sinensis är en fiskart som först beskrevs av Chen, 1980.  Erromyzon sinensis ingår i släktet Erromyzon och familjen grönlingsfiskar. Inga underarter finns listade i Catalogue of Life.